# Izabela Bawarska (1863–1924)
Izabela Maria Elżbieta Bawarska, właściwie niem. Isabella Marie Elisabeth von Bayern (ur. 31 sierpnia 1863 w Nymphenburgu, zm. 26 lutego 1924 we Włoszech) – księżniczka Bawarii z dynastii Wittelsbachów.

## Życiorys
Izabela była córką księcia Adalberta Wilhelma Bawarskiego, najmłodszego syna króla Ludwika I Bawarskiego, i infantki Amelii del Pilar Hiszpańskiej, siostry króla Franciszka de Asís Burbon.
Wyszła za mąż za Tomasza Sabaudzkiego-Genueńskiego, księcia Genui, syna Ferdynanda Marii Sabaudzkiego-Carignano i księżniczki Elżbiety Saksońskiej. Ich ślub odbył się 14 kwietnia 1883 w Nymphenburgu. Izabela zmarła we Włoszech, w lutym 1924, w wieku 60 lat.

### Dzieci
- Ferdynand Sabaudzki-Genueński, książę Genui (1884-1963)
- Filibert Sabaudzki-Genueński, książę Genui (1895-1990)
- Bona Małgorzata Sabaudzka-Genua, księżniczka Sabaudii (1896-1971)
- Adalbert Sabaudzki-Genueński, książę Bergamo (1898-1982)
- Adelajda Sabaudzka-Genua, księżniczka Sabaudii (1904-1979)
- Eugeniusz Sabaudzki-Genueński, książę Genui (ur. i zm. 1906)